# Bob Mintzer
Bob Mintzer (New Rochelle, 27 gennaio 1953) è un musicista, compositore, arrangiatore, sassofonista, clarinettista, e bandleader statunitense.
Oltre ad essere attivo come performer, Mintzer insegna composizione jazz e sassofono alla University of Southern California di Los Angeles, dove dirige anche la Thornton Jazz Orchestra e conduce un laboratorio jazz per le matricole e per gli studenti al secondo anno.

## Biografia
Nel 1969 vinse una borsa di studio per frequentare l'ultimo anno delle scuole superiori presso la 'Interlochen Arts Academy', nel Michigan. Nel 1970 si iscrisse allo 'Hartt College of Music' ad Hartford, nel Connecticut, dove studiò clarinetto classico cominciando però a frequentare un laboratorio di musica jazz appena creato da Jackie McLean.
Nel 1973, su suggerimento dello stesso McLean, decise di trasferirsi a New York per avvicinarsi alla fertile comunità jazz della città, e si iscrisse alla Manhattan School of Music. Nel 1974 un suo compagno di corso lo suggerì a Eumir Deodato: Bob si unì così a Deodato in una tournée mondiale per un anno intero. Nello stesso anno Mintzer cominciò a suonare con l'orchestra di Tito Puente, che era in tournée permanente nell'area newyorkese.
Nel 1975 si unì alla Buddy Rich Big Band con cui rimase per due anni e mezzo suonando praticamente tutte le sere. Grazie alla fiducia di Buddy Rich, Minter cominciò anche a comporre per la big band. Contemporaneamente scrisse anche per i Jazz Messengers di Art Blakey, con i quali ebbe anche una breve esperienza, e fece un tour con Hubert Laws.
Nel 1977 Mintzer lasciò la big band di Buddy Rich e si stabilì a New York, dove continuò a scrivere e suonare, facendo anche alcune esperienze free lance sia in studio che con orchestre sinfoniche, anche a Broadway. Nel 1978 entrò nella big band di Thad Jones e Mel Lewis, e divenne membro anche degli Stone Alliance con Don Alias, Kenny Kirkland e Gene Perla.
Nel 1981 entrò a far parte della Word of Mouth Band di Jaco Pastorius, in cui suonava sax tenore e clarinetto basso. In questo anno fece anche le prime incisioni da solista per la Pony Canyon Label in Giappone.
Nel 1983 assemblò una Big Band per suonare al "Seventh Avenue South", locale di proprietà di Mike e Randy Brecker, a New York: in questo locale fu sentito da Tom Jung, che aveva appena fondato la DMP Records, specializzata in musica jazz. Ne nacque un connubio discografico che durò per 22 anni e produsse 13 dischi, con la vittoria di un Grammy Music Award (Homage to Count Basie) ed altre tre nomination (One Music, Departure, Only in New York).
Per il resto degli anni Ottanta Mintzer lavorò con la sua big band, suonando anche al Berlin Jazz Festival, al Village Vanguard in sostituzione della big band di Mel Lewis (quando questa era in tour). La Kendor Music avviò una serie di uscite dedicata a Bob Mintzer: le big band studentesche e quelle professionali di tutto il mondo cominciarono così a suonare i pezzi di Mintzer, che nel frattempo per 25 anni entrò a far parte del dipartimento jazz della Manhattan School of Music. Si unì all'American Saxophone Quartet e suonò regolarmente con la New York Philharmonic, l'American Ballet Theatre e l'American Composers Orchestra. Come compositore/arrangiatore, scrisse per la St. Lukes Orchestra e per gli spettacoli dell'ABC, della NBC e dell'Academy Awards.
Il 1990 fu un anno cruciale per Mintzer: venne richiesto dagli Yellowjackets per incidere Greenhouse (nominato come miglior album jazz del 1992). Fu l'inizio di una collaborazione ultraventennale con uno dei gruppi jazz contemporanei più apprezzati: un gruppo senza un leader, nel quale ogni membro è chiamato in equal misura a comporre, arrangiare, suonare e prendere decisioni.
Nel 2005 Mintzer si legò alla Manchester Craftsmen's Guild (MCG Jazz), dalla cui collaborazione uscirono tre incisioni per big band: "Live at MCG", "Old School New Lessons" e "Swing Out", con Kurt Elling a cantare su tutti e tre i dischi. Registrò anche in quartetto con Phil Markowitz, Jay Anderson e John Riley ("In the Moment").
Nel 2008 Mintzer si trasferì con la famiglia a Los Angeles, dove divenne docente alla University of Southern California. Nella città californiana ha creato una sua big band che suona regolarmente al Vibrato Grill di Bel Air. Contemporaneamente però continua a suonare con gli Yellowjackets, con il Quartetto e come ospite (sia in qualità di musicista che di direttore) in big band giovanili o professioniste.
Nel 2010 partecipa all'album drum 'n' voice 3 del batterista Billy Cobham, album prodotto e arrangiato da Lino Nicolosi e Pino Nicolosi/ Nicolosi productions. 
Nel corso della quinta edizione del Premio Internazionale Cicognini 2019,  la commissione ha assegnato uno “Special Award” al maestro Bob Mintzer

## Discografia

### Con gli Yellowjackets
- 1991 - Greenhouse
- 1992 - Live Wires
- 1993 - Like a River
- 1994 - Runferyerlife
- 1995 - Collection
- 1995 - Dreamland
- 1997 - Blue Hats
- 1998 - Club Nocturne
- 1998 - Priceless Jazz Collection
- 1999 - The Best of Yellowjackets
- 2002 - Mint Jam
- 2003 - Time Squared
- 2003 - Peace Round
- 2005 - Altered State
- 2006 - Twenty Five
- 2008 - Lifecyle featuring Mike Stern
- 2011 - Timeline
- 2013 - A Rise In The Road
- 2016 - Cohearance
- 2018 - Raising Our Voice

### Come leader
- 1982 - Source
- 1983 - Papa Lips
- 1985 - Incredible Journey
- 1986 - Camouflage
- 1988 - Spectrum
- 1989 - Urban Contours
- 1991 - Art of the Big Band
- 1991 - One Music
- 1992 - I Remember Jaco
- 1993 - Departure
- 1994 - Only in New York
- 1994 - Techno Pop
- 1995 - The First Decade
- 1996 - Big Band Trane
- 1996 - Live
- 1998 - Latin from Manhattan
- 2000 - Homage to Count Basie
- 2003 - Gently
- 2004 - Live at MCG with Special Guest Kurt Elling
- 2006 - Old School: New Lessons featuring Kurt Elling
- 2008 - Swing out

### Co-leader
- 1971 - Early Bob Mintzer con Papa Nebo (Atlantic Records)
- 1997 - Jazz Influence (Nova Bossa Nova)
- 2005 – Interamnia Jazz Orchestra – con Paolo di Sabatino e Alfredo Impullitti
- 2007 - New York Voices, A day like this (mcgJazz)
- 2010 - Save The Planet (with Tohpati Ethnomission)
- 2014 - Lost in the jungle (Principles Sound featuring Russell Ferrante, Dario Chiazzolino, Jimmy Haslip)

### Come sideman
- Sam Jones: Something New (Interplay, 1979)
- GRP All-Star Big Band: Dave Grusin Presents GRP All-Star Big Band Live!, (GRP, 1993)
- GRP All-Star Big Band: All Blues, (GRP, 1995)
- Miroslav Vitouš: Universal Syncopations II (ECM, 1995)
- Bobby McFerrin: Bang! Zoom (Blue Note, 1995)
- Nova Bossa Nova: Jazz Influence (Arkadia Jazz, 1997)
- Toninho Horta: From Ton to Tom (Video Arts Music, 1998)
- New York Voices: A Day Like This (MCG Jazz, 2007)
- The Sean J. Kennedy Quartet: Queen Anne's Revenge (Lost World, 2007)[2]
- Tohpati: Save the Planet (Ethnomission, 2010)
- Kurt Elling: The Gate (Concord, 2011)
- Dewa Budjana: Joged Kahyangan (Moonjune, 2013)
- Kait Dunton: Mountain Suite (Real & Imagined, 2012)
- Gianfranco Continenza: Dusting The Time (Videoradio, 2013)
- Roberto Tola: Bein' Green (RT Music, 2017)